# Oculotrema hippopotami
Oculotrema hippopotami ist eine parasitisch lebende Art der Monogenea innerhalb der Plattwürmer (Plathelminthes). Der zwischen 12 und 32 Millimeter lange Wurm lebt ektoparasitisch ausschließlich an den Augen des Flusspferds (Hippopotamus amphibius) und ist damit die einzige Art der Monogenea, die an einem Säugetier nachgewiesen wurde.

## Merkmale
Oculotrema hippopotami ist ein dorsoventral abgeflachter Wurm mit einer Körperlänge zwischen 12 und 32 Millimeter, durchschnittlich 17 Millimeter, und einer Breite von 2 bis 3 Millimetern. Er ist damit einer der größten bekannten Monogenea. Das Hinterende ist abgerundet und das Vorderende ausgezogen. Die Mundöffnung liegt subterminal; sie ist von Muskulatur umgeben, besitzt jedoch keine Mundkapsel. Die hinteren zwei Drittel des Körpers der ausgewachsenen Tiere sind hellrot, wobei die Färbung vom Parenchym kommt; bei eingefrorenen Tieren verändert sich die Farbe zu olivgrün. Nicht ausgewachsene Würmer sind weiß. Die Reproduktionsorgane liegen im letzten Drittel des Körpers. Aufgrund des flexiblen Gewebes sind die Tiere in der Lage, sich auszustrecken und ihre Länge auf das Doppelte der Körperlänge zu verlängern. Als Blutfarbstoff wurde bei den Tieren Hämoglobin nachgewiesen.

## Lebensweise
Oculotrema hippopotami lebt als Ektoparasit ausschließlich an den Augen des Flusspferds (Hippopotamus amphibius), wo er sich vor allem im Bereich der Bindehaut und Sclera sowie unter den Augenlidern und an der Nickhaut aufhält, selten auf der Hornhaut. Häufig kommen die Tiere in Clustern vor, bei denen die Saugnäpfe nah beieinander liegen. Die Anheftung ist sehr stark, entsprechend schwierig ist die Ablösung der Tiere vom Auge. Thurston & Laws (1965) ermittelten eine Infektionsrate von mehr als 70 % bei getöteten Flusspferden im Westen Ugandas. Sie untersuchten mehr als 1200 Individuen, von denen sie bei 960 den Parasiten nachweisen konnten. Du Preez & Moeng (2004) wiesen in KwaZulu-Natal, Südafrika, sogar eine Infektionsrate von 90 % aus, wobei 75 % die Parasiten an beiden Augen trugen. Dabei stellten sie ein Maximum von 24 Parasiten an einem Auge und 37 Parasiten an einem Individuum fest.
Anders als andere Arten der Monogenea ernährt sich Oculotrema hippopotami nicht von Blut, sondern wahrscheinlich nur von Tränenflüssigkeit sowie abgestoßenen Epidermiszellen. Wie die meisten Monogenea hat auch Oculotrema hippopotami einen Fortpflanzungszyklus ohne Wirtswechsel. Die Eier sind im Vergleich zu anderen Monogenea sehr dickschalig, was als Anpassung an die Lebensweise unter den Augenlidern angesehen wird.

## Systematik
Die wissenschaftliche Erstbeschreibung von Oculotrema hippopotami stammte von dem amerikanischen Parasitologen Horace W. Stunkard aus dem Jahr 1924. Er beschrieb die Art anhand von fünf Museumspräparaten aus dem Museum in Kairo, die wahrscheinlich von einem im Giza-Zoo in Kairo lebenden Flusspferd stammten. Aufgrund der von ihm beschriebenen Besonderheiten, insbesondere der Herkunft von einem Säugetier, wurde die Beschreibung im wissenschaftlichen Kontext teilweise nicht akzeptiert und noch 1952 in einem Standardwerk als falsch ausgezeichnetes Individuum oder Zufallsinfektion bezeichnet. Erst 1965 wurde die Art durch Thurston & Laws erneut beschrieben. Sie konnten die Art im Westen Ugandas nachweisen, wobei von den untersuchten Flusspferden einer Population am Lake Edward mit über 70 % der untersuchten Tiere von dem Parasiten befallen war.
Die Art wird den Monogenea und darin den Polystomatidae zugeordnet. Sie ist die einzige Art der Monogenea, die an einem Säugetier nachgewiesen wurde.

## Belege
1. 1 2 3 4 5  Louis H. du Preez, Itumeleng A. Moeng: Additional morphological information on Oculotrema hippopotami Stunkard, 1924 (Monogenea: Polystomatidae) parasitic on the African hippopotamus. African Zoology 39 (2), 2004: S. 225–233.
2. ↑  J.P. Thurston: Haemoglobin in a Monogenean, Oculotrema hippopotami. Nature 228, 1970: S. 578.
3. 1 2  J.P. Thurston, R.M. Laws: Oculotrema hippopotami (Trematoda: Monogenea) in Uganda. Nature 205, 1970: S. 1127.
4. ↑  H.W. Stunkard: A new trematode, Oculotrema hippopotami n.g., n.sp., from the eye of the hippopotamus. Parasitology 16, 1924: S. 436–441.